# یابوونووو-ادامه
یابوونووو-ادامه (به لاتین: Jabłonowo-Adamy) یک روستا در لهستان است که در گمینا یانوویتس کوشچیلنه واقع شده‌است.